# Stern-Gerlach-experiment

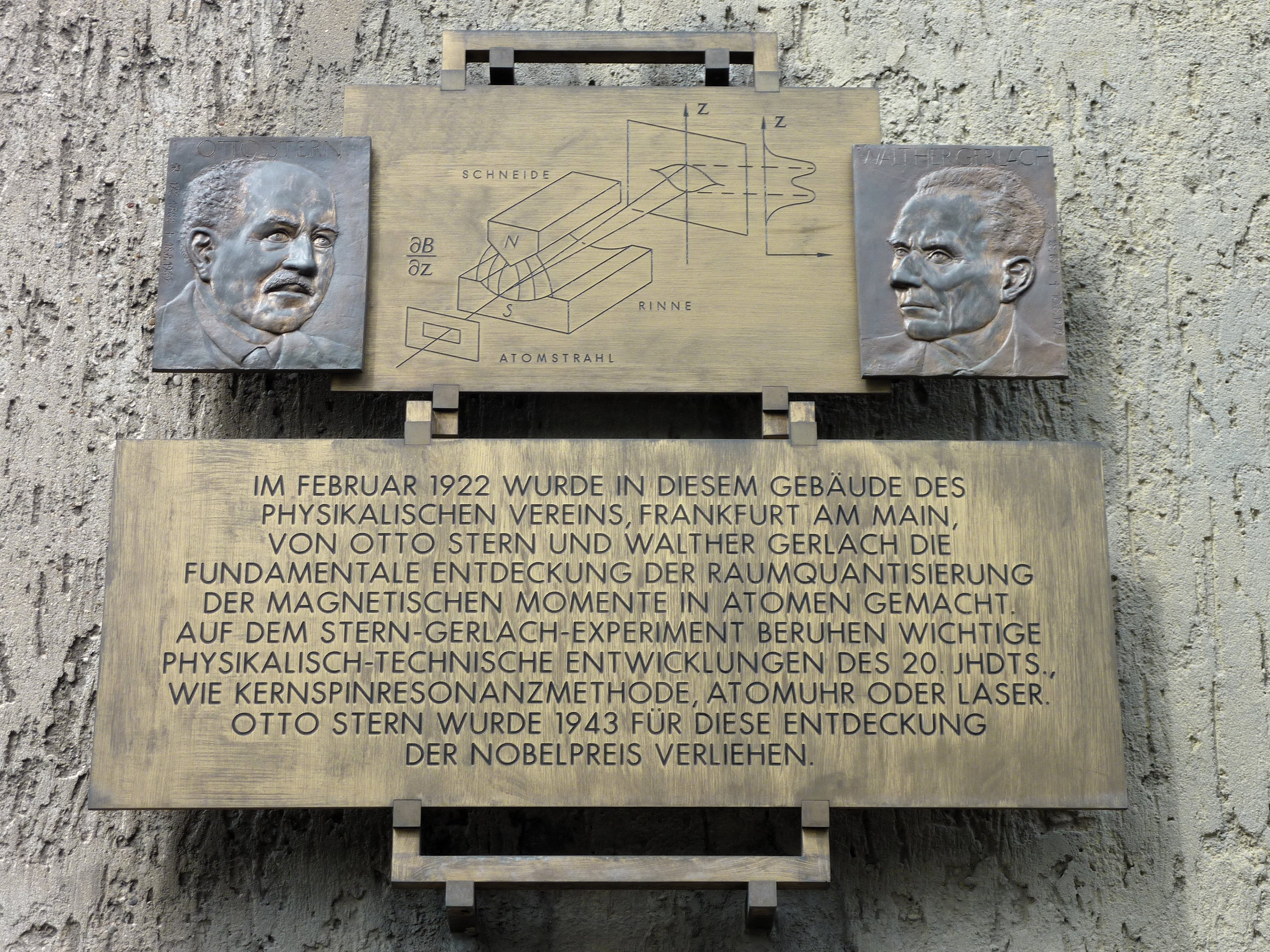
Gedenkplaat van het experiment

Het Stern-Gerlach-experiment is een experiment dat in 1922 werd uitgevoerd door Otto Stern en Walther Gerlach. Een hoeveelheid deeltjes, in dit geval zilveratomen, werd gebundeld door ze door enkele spleetvormige openingen te voeren, om ze vervolgens door een ongelijkmatig magneetveld, gevormd door een magneet met een vlakke pool en een spitse pool, te sturen. Na het passeren van dit veld werden de deeltjes op een detectiescherm opgevangen. Op dit scherm vormden zich in dit experiment twee vlekken, omdat de deeltjesstroom zich in twee bundels had gesplitst . 
Met 1 bundel die ontstaat spreken we van spin 0, bij 2 bundels van spin 1/2, bij 3 bundels van spin 1, bij 4 bundels van spin 3/2, bij 5 bundels van spin 2 enzovoort. Deeltjes met een heeltallige spin zijn bosonen en  met halftallige spin fermionen.